# Dapsilochaetus inflatus
Dapsilochaetus inflatus là một loài ruồi trong họ Asilidae. Dapsilochaetus inflatus được Hull miêu tả năm 1962.